# Серце комети
«Серце комети» (англ. Heart of the Comet) — науково-фантастичний роман американських письменників Дейвіда Бріна і Ґрегорі Бенфорда, події якого відбуваються в майбутньому під час дослідження комети Галлея.

## Зміст
2061 рік. На комету Галлея збирається міжнародна експедиція у кількості 400 осіб на чолі з Карлом Осборном, від імені якого ведеться розповідь. Усі члени корабля поділяються на генетично змінених, посилених людей, яких звуть «перкелли» і звичайних людей — «орто». Осборн належить до перкеллів. Іншими головними героями є орто Саул Лінц, що створив перкеллів, та комп'ютерний програміст Вірджинія Герберт, що є перекеллом. Кожна людина має свій власний привід для участі в експедиції. Їх також супроводжують роботи, що повинні виконувати найтяжчу роботу.
Завдання було дослідити ядро комети з метою добування корисних копалин — води, діоксиду вуглецю, кисню, азоту, аміаку під час руху комети протягом 75-річного циклу навколо Сонця. Для цього експедиція збирається використати газову кулю комети, спресовану з льодом і пилом, щоб видовбати в ній частини середини й використати як космічний корабель для проходження великої відстані.
Невдовзі після прибуття на комети дослідники стикаються з місцевою, до того невідомою формою життя, яку не бажаючи того пробудили своєю діяльністю. «Галлея-життєва форма» являє собою небезпечний вірус, що атакує людей. В результаті орто починають гинути, тоді як перселли мають більше сил протистояти ворожості комети. Невдовзі між членами експедиції виникають конфлікти, викликані національними, соціальними, політичними, культурними та генетичними розбіжностями. Стають помітними внутрішні суперечності землян. Найсильніше протистояння розгортається між перселлами і орто. На фоні цих подій представлено любовний трикутник між Осборном, що намагається врятувати екіпаж, Лінцом і Герберт. Лінц постійно вивчає життєву форму комети Галлея, внаслідок чого зумів створити симбіоз людини-орто вгаллейців. Цей симбіоз він багаторазово клонує після того, як внаслідок нещасного випадку гине ГерберЛінц переносить її свідомість до суперком'ютера ДжонВон.
Зрештою Осборн спрямовує інформацію про ситуацію на кометі до Землі. Там забороняють членам експедиції повертатися на батьківщину, оскільки побоюються розповсюдження небезпечного вірусу на планеті. В результаті решта експедиції розуміє, що приречена до скону блукати на кометі, яка стає їхнім будинком. Осборн вирішує заховатися в хмарі Оорта, зумівши об'єднати орто, перселлів і клонів Лінца задля виживання. Розуміння порятунку нової колонії землян приводять до співпраці, завдяки чому з'являються надії на виживання.